# ロー中間子
ロー中間子（ローちゅうかんし）は、短寿命のハドロンである。アイソスピンの3重項であり、ρ+、ρ0、ρ-と表記される。強い相互作用を示す粒子としてはパイ中間子、K中間子に次いで軽く、3つの状態とも質量は約770 MeVである。ρ+とρ0の間にはわずかな質量の差があるはずであるが、この差は現在の技術の限界を超えており、0.7 MeV以下と考えられている。
ロー中間子は短時間で崩壊する。また崩壊幅は約145 MeVであり、その崩壊幅はBreit-Wigner分布に従わないという奇妙な特徴がある。ロー中間子は、分岐率99.9%で2つのパイ中間子に崩壊する。中性のロー中間子は、分岐率5×10-5で電子とミュー粒子にも崩壊しうる。このレプトンへの崩壊過程は、光子とロー中間子の混合として解釈される。電荷を持ったロー中間子は主にウィークボソンと混合し、電子またはミュー粒子とニュートリノに崩壊しうるが、この現象はまだ観測されていない。
De Rujula-Georgi-Glashowによるハドロンの記述では、ロー中間子は、クォークと反クォークの束縛状態であり、励起したパイ中間子として解釈される。パイ中間子とは異なり、ロー中間子はj = 1のスピンを持ち、質量もかなり大きい。このパイ中間子とロー中間子の質量の差は、クォークと反クォークの間の大きな超微細構造相互作用に由来するものであるとされる。De Rujula-Georgi-Glashowによる記述に対する主な反論は、パイ中間子の質量の小ささをカイラル対称性の破れではなく、偶然のせいにしているところにある。
| 粒子名         | 粒子 記号 | 反粒子 記号 | クォーク 組成                                                            | 不変質量 (MeV/c2) | IG | JPC | S | C | B' | 寿命 (s)         | 崩壊過程 (>5% of decays) |
| -------------- | --------- | ----------- | ------------------------------------------------------------------------ | ----------------- | -- | --- | - | - | -- | ---------------- | ------------------------ |
| 荷電ロー中間子 | ρ+(770)   | ρ-(770)     | {\displaystyle \mathrm {u{\bar {d}}} \,}                                 | 775.4±0.4         | 1+ | 1−  | 0 | 0 | 0  | ~4.5×10−24[a][b] | π± + π0                  |
| 中性ロー中間子 | ρ0(770)   | Self        | {\displaystyle \mathrm {\tfrac {u{\bar {u}}-d{\bar {d}}}{\sqrt {2}}} \,} | 775.49±0.34       | 1+ | 1−  | 0 | 0 | 0  | ~4.5×10−24[a][b] | π+ + π-                  |

[a] ^ PDG reports the resonance width (Γ). Here the conversion τ = ħ⁄Γ is given instead. 
[b] ^ The exact value depends on the method used. See the given reference for detail.